# Ореко
Ореко (порт. Oreco, 13 червня 1932, Санта-Марія — 3 квітня 1985, Ітуверава) — бразильський футболіст, був універсальним гравцем, грав і зліва, і справа, як крайнього захисника, так і крайнього півзахисника, але найбільше він прославився на позиції лівого захисника.
Виступав, зокрема, за «Інтернасьйонал» та «Корінтіанс», а також національну збірну Бразилії. У складі збірної — чемпіон світу.

## Клубна кар'єра
Народився 13 червня 1932 року в місті Санта-Марія і розпочав грати у футбол в клубі «Інтер» з рідного міста.
Своєю грою за цю команду привернув увагу представників тренерського штабу «Інтернасьйонала», до складу якого приєднався 1950 року. Відіграв за команду з Порту-Алегрі наступні сім сезонів своєї ігрової кар'єри, вигравши 5 чемпіонатів штату Ріу-Гранді-ду-Сул.
1957 року уклав контракт з клубом «Корінтіанс», у складі якого провів наступні дев'ять років своєї кар'єри гравця. Більшість часу, проведеного у складі «Корінтіанс», був основним гравцем захисту команди, але той період був невдалим для клубу і Ареко там нічого не виграв.
Згодом з 1966 року грав за колумбійський «Мільйонаріос» та мексиканську «Толуку». З кожною з цих команд він ставав національним чемпіоном своїх країни.
Завершив професійну ігрову кар'єру у американському клубі «Даллас Торнадо», за який виступав протягом 1969—1971 років. За цей час додав до переліку своїх трофеїв титул переможця Північноамериканської футбольної ліги.

## Виступи за збірну
1 березня 1956 року дебютував в офіційних матчах у складі національної збірної Бразилії у матчі проти Чилі під час Панамериканського чемпіонату, який в підсумку виграла Бразилія.
Наступного року у складі збірної Ореко був учасником Чемпіонату Південної Америки 1957 року у Перу, де разом з командою здобув «срібло», а також виграв з командою Кубок Рока.
Вершиною кар'єри Ареко став чемпіонат світу 1958 року у Швеції, на якому Ореко здобув титул чемпіона світу, хоча і був дублером Нілтона Сантоса. Після цього захисник виграв зі збірною ще два Кубка Освалдо Круза у 1958 та 1961 роках, проте на чемпіонат світу 1962 року Ореко вже не взяли.
Останній раз у кольорах збірної зіграв 30 квітня 1961 року у матчі проти збірної Парагваю. Протягом кар'єри у національній команді, яка тривала 6 років, провів у формі головної команди країни 10 матчів.
Помер 3 квітня 1985 року на 53-му році життя у місті Ітуверава від гострого інфаркту міокарда, граючи в грі ветеранів разом зі своїм другом Педро Роча.

## Титули і досягнення
- Чемпіон штату Ріу-Гранді-ду-Сул (5):

«Інтернасьйонал»: 1950, 1951, 1952, 1953, 1955
- Чемпіон Колумбії (2):

«Мільйонаріос»: 1966
- Чемпіон Мексики (2):

«Толука»: 1967, 1968
- Переможець Північноамериканської футбольної ліги (1):

«Даллас Торнадо»: 1971
- Чемпіон світу (1):

Бразилія: 1958
- Срібний призер Чемпіонату Південної Америки (1):

Бразилія: 1957
- Переможець Панамериканського чемпіонату (1):

Бразилія: 1956